# Muricilândia
Muricilândia este un oraș în Tocantins (TO), Brazilia.